# Quaestio disputata de malo
La Quaestio disputata de Malo (pubblicata in traduzione italiana anche col titolo Il male) è un'opera di Tommaso d'Aquino dedicata al tema del male che si compone di 16 questioni per un totale di 101 articoli:
Questione 1. Il male

Questione 2. I peccati

Questione 3. La causa del peccato

Questione 4. Il peccato originale

Questione 5. La pena del peccato originale

Questione 6. La scelta umana

Questione 7. Il peccato veniale

Questione 8. I vizi capitali

Questione 9. La vanagloria

Questione 10. L’invidia

Questione 11. L’accidia

Questione 12. L’ira

Questione 13. L’avarizia

Questione 14. La gola

Questione 15. La lussuria

Questione 16. I demoni
Lo studio sul male di Tommaso d'Aquino segue le strutture fondamentali dell'insegnamento proprie della scolastica che comprendevano la lectio, che riguardava il commento di un testo, e la disputatio, che consisteva nell'esaminare un determinato problema, basandosi sulle considerazioni tratte da tutti quegli argomenti che si potevano addurre a favore o contro. Tali considerazioni venivano raccolte sotto forma o di "Commentari" o di "Questioni".
Le quaestiones disputatae sono le più diffuse e conosciute, presentandosi come il risultato delle disputationes ordinariae che professori di teologia tenevano durante i loro corsi sui più importanti problemi filosofici e teologici. Le Quaestiones disputatae di Tommaso d'Aquino sono certamente le più celebri; la De Malo è la terza, e prende in esame il male e le sue suddivisioni e probabilmente fu tenuta pubblicamente a Parigi quando Tommaso vi soggiornò per la seconda volta (1268-70).

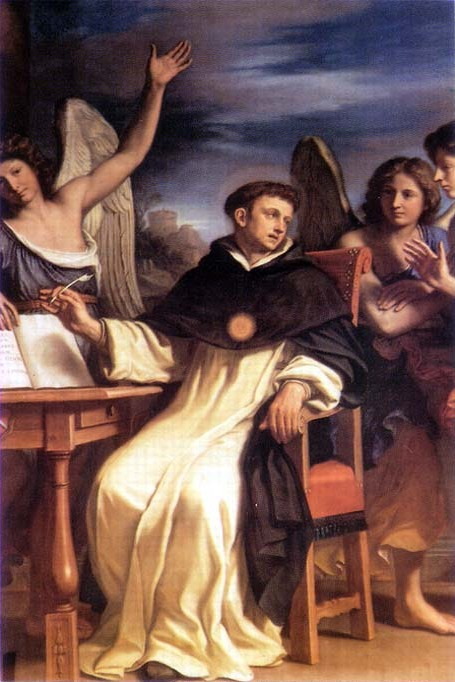
San Tommaso d'Aquino scrive ispirato dagli angeli

## Il male non è una realtà metafisica
Nella Prima Pars della Summa Theologiae, nell'articolo Utrum Deus sit, Tommaso si chiedeva se fosse sostenibile l'esistenza di un Dio, bene infinito, quando nella realtà terrena si sperimentava l'esistenza del suo opposto: il male. Argomentazione questa già trattata da Epicuro con la conclusione logica della indifferenza degli dei ai fatti umani.
Nella prima delle 16 questioni che compongono l'opera  Tommaso affronta il problema della realtà del male: «Se il male sia qualcosa». La risposta è che ciò che è male non è qualcosa poiché esso è privazione di realtà, nel senso che il male non si presenta come realtà in sé ma come assenza di un bene particolare: la realtà invece riguarda colui a cui accade il male: così essere cieco, non vuol dire far sussistere una realtà ma realtà è invece l'individuo a cui avviene di essere cieco, privo di quel bene reale che è la vista. 
Il male, infatti, non è altro che la privazione di una caratteristica naturale che viene a mancare, è la carenza di una perfezione che sussiste per natura ma che in alcuni casi non si presenta provocando in colui che ne è privo il male. Così la mancanza di intelligenza è un male per l'uomo, che la natura caratterizza come intelligente ma la stessa mancanza di intelligenza non è male per una pietra che per natura non è intelligente.
Da questa argomentazione risulta allora che il male non può riguardare Dio che è bene infinito. .

## La causa del male

### Dio
La terza questione, in cui san Tommaso tratta il problema del male, inizia con una serie di quesiti che cercano di scoprire se Dio e il Diavolo possano essere considerati cause del male stesso.
Il primo articolo è indirizzato alla domanda se Dio è causa di male, ma il magister, considerando che uno può essere causa del male solo sotto due aspetti (o perché egli stesso pecca o perché fa peccare altri), afferma che nessuno dei due modi può «convenire a Dio».
Infatti, si considera  male, sia nelle cose naturali che in quelle artificiali, quando una cosa, non raggiunge il fine per cui è stato compiuto l'atto. Si deve ritenere che, mentre 
- nelle cose naturali questo accade per «un difetto della potenza attiva nel seme», che provoca delle deformazioni fisiche nello stesso animale,
- sotto l'aspetto puramente morale, e quindi con natura di colpa, il male si avrà nel momento in cui la volontà si allontana o cambia del tutto il proprio fine ultimo, tendendo verso un fine improprio.

#### Dio non può fare il male
Ora, Dio non può fare il male né per natura, né per volontà, in quanto in esso non può venire meno quel principio attivo che muove tutta la natura, in quanto esso ha una potenza infinita; non può venire meno neanche la sua volontà che muove verso il fine ultimo, in quanto tale volontà è «la somma bontà, in cui consiste il fine ultimo e la regola di tutte le volontà».
Da tali considerazioni si ricava anche che Dio non può essere neppure causa di male a tal punto di far agire male gli altri.
Ma entra in gioco, a questo punto, anche il principio di partecipazione ed imitazione platonico: come dice lo stesso Tommaso: «Ciò che si riscontra comunemente in tutti gli agenti creati occorre che ciò provenga dall'imitazione del primo agente, che dà a tutti la sua somiglianza, nella misura in cui possano riceverla».
Quindi, è «conveniente a Dio» dirigere verso sé stesso tutte le cose, cercando di non farne allontanare nessuna da sé. Per questo motivo, in quanto esso è il sommo bene verso cui tutte le cose tendono, non può essere la causa dell'allontanamento della volontà dallo stesso sommo bene, proprio di quell'allontanamento in cui consiste il male.

#### Dio causa dell'azione che nell'agente è malvagia
Per san Tommaso, se Dio non è la causa del male, è sicuramente causa dell'azione del male.
Riferendosi a tale problema, nell'articolo secondo, egli ci informa che presso gli antichi c'era una duplice opinione.
Infatti alcuni, pensando alla deformità del male che non aveva causa in Dio, affermavano che l'azione del fare il male non proveniva da Dio.
Altri invece, basandosi sull'idea che l'azione del peccato provenisse da Dio, pensavano all'essenza stessa dell'atto che proveniva da Dio per due motivi:
- Dio è l'ente per essenza, ed è nel suo essere che sia necessario che provenga da lui stesso tutto ciò che è; infatti, non esiste nessun ente  il cui essere derivi da sé stesso, ma ogni ente è tale in quanto partecipa dell'essere di Dio. Quindi, siccome l'atto del peccare è un determinato ente, esso, come tale, deriva da Dio.
- Sempre per il principio di partecipazione, è necessario che ogni movimento delle cause seconde sia causato dal primo motore, «come tutti i movimenti dei corpi inferiori sono causati dal movimento del cielo». Essendo Dio il primo motore rispetto a tutti i movimenti sia spirituali che corporei, ed essendo l'atto del peccato un movimento basato sul libero arbitrio, bisogna dire che l'atto del peccato, in quanto atto, deve provenire da Dio.

Ma come si è già detto, non tutte le cose ricevono allo stesso modo il movimento del primo motore, ma ognuna a modo suo. Questo avviene perché quando un essere si trova nel migliore dei modi per ricevere il "movimento" dal primo motore, che è Dio, se ne ricava un'azione perfetta secondo l'intenzione dello stesso primo motore; ma se l'essere ricevente non si trova in una condizione adatta per ricevere la "mozione del primo motore", si ricaverà un atto che non è perfetto, il male.
Con questo, san Tommaso afferma: «Ciò che vi è di azione si riconduce al primo motore come alla propria causa; ciò che invece vi è di difettoso non si riconduce al primo motore come alla propria causa, poiché un tale difetto consegue nell'azione per il fatto che l'agente si allontana dall'ordine del primo motore». Per questo bisogna sostenere che l'azione del peccato, l'agire proviene da Dio, ma non proviene da Dio lo stesso male.

### Il diavolo
Dopo aver verificato che Dio non può essere causa del male, san Tommaso s'interroga per capire se tale causa possa essere attribuita al diavolo. Ed egli comincia col dare varie definizioni della «causa che muove qualcosa» in: attuante, disponente, imperante e consigliante.
Il diavolo, può essere causa del male come colui che persuade, sia interiormente che esteriormente, un uomo, ma non può essere causa «alla stregua di chi dà attuazione». Può persuadermi al male ma questo viene messo in atto da me stesso.
Ora, siccome il peccato non è una forma, ma un atto, può essere causa del peccato solo chi «può muovere direttamente la volontà all'atto del peccare».
Sotto tale aspetto, la volontà può subire un'influenza nell'agire soltanto in due modi: o dall'esterno o dall'interno. 
- Dall'esterno solo attraverso un oggetto che sia conosciuto,(un bene riconosciuto come desiderabile)
- dall'interno «la volontà è mossa come da chi produce lo stesso atto della volontà».

#### L'assenso dell'intelletto
Ma la volontà di un oggetto non viene mossa necessariamente, anche se l'intelletto dà il suo assenso alla verità che gli si pone dinanzi. Tale dicotomia san Tommaso la spiega affermando che sia la volontà, che l'intelletto tendono necessariamente verso quel determinato oggetto «a cui sono per natura ordinati».
Quindi, l'intelletto dà necessariamente il proprio consenso solo a quei principi che sono conosciuti naturalmente, alla verità, mentre la volontà desidera, tende in maniera naturale solo verso la beatitudine, rifiutando la miseria.
Da ciò si ricava che «tutte quelle affermazioni che hanno un legame necessario con i primi princìpi naturalmente conosciuti, muovono necessariamente l'intelletto», l'intelletto aderisce a ciò che è vero;
se, invece, esistessero delle conclusioni che non presentassero un legame necessario con quei principi primi conosciuti naturalmente, «l'intelletto non sarebbe costretto a dare ad esse il proprio assenso».

#### L'assenso della volontà
La stessa cosa dovrà valere anche per la volontà, in quanto essa si muove necessariamente solo verso ciò che ha una necessaria connessione con la beatitudine, che è desiderata per natura.
Siccome, come per san Tommaso è evidente, i beni terreni non hanno questo rapporto necessario con la beatitudine, anche se all'uomo verrà presentato un oggetto terreno come un bene, la volontà può anche non volerlo, in quanto essa accetta solo quel bene perfetto che è Dio, poiché senza tale bene l'uomo non potrebbe essere felice.
Da quanto detto si comprende che «il movimento della volontà procede direttamente dalla volontà di Dio, che è causa della volontà, il quale è l'unico che può influire sulla volontà e può inclinarla ovunque voglia».

#### La volontà dell'uomo è causa del male
Siccome abbiamo escluso che Dio possa essere causa del peccato e che il movimento della volontà può derivare solo da Dio stesso, possiamo quindi affermare che nient'altro «è causa diretta della volontà del peccato dell'uomo se non la sua volontà».
Quindi, è anche evidente che neanche il diavolo può essere causa del peccato, ma può esserne causa soltanto alla stregua di chi persuade.
Il diavolo, secondo san Tommaso, può persuadere l'uomo a compiere un determinato atto soltanto in due modi: in modo visibile e in modo invisibile.
a) In modo visibile quando persuade l'uomo utilizzando i sensi, «come tentò il primo uomo nel paradiso sotto forma di serpente e Cristo nel deserto»;
b) nel modo invisibile c'è un'ulteriore distinzione: 
persuasione e disposizione.
Per modo di persuasione, «come quando alla potenza conoscitiva è presentato qualcosa come bene», e un bene può essere presentato all'intelletto, al senso interno o al senso esterno.
Il primo modo, cioè la presentazione di un bene all'intelletto umano, che solo "l'intelletto angelico" è in grado d'illuminare, può far conoscere all'uomo qualcosa attraverso una "illuminazione", non può essere utilizzato dal diavolo, in quanto l'intelletto quanto più è illuminato tanto più è capace di far fronte all'inganno che è proprio del diavolo. Quindi, egli potrà utilizzare i restanti due modi.
Per capire come il diavolo possa influenzare le potenze interiori, san Tommaso osserva che «la natura corporea è fatta per essere mossa localmente da quella spirituale», ma non è adatta a ricevere immediatamente la forma, in quanto necessita di un agente corporeo. Quindi, la materia corporea obbedisce sia all'angelo buono, che a quello cattivo per quanto riguarda il movimento locale, ma per quanto riguarda la forma, la materia corporea non obbedisce a tali angeli, che non possono dare alcuna forma alla materia.
Da ciò si ricava che «niente vieta che tutto ciò che accade per movimento locale della materia corporea accada ad opera dei demoni, se non sono impediti da Dio».

## Le diverse specie di male

### Il male per ignoranza
Per san Tommaso l'ignoranza può essere anche un peccato, a condizione che sia considerata causa efficiente o motrice.
Riferendosi all'ottavo libro della Fisica di Aristotele, egli afferma che «il motore è duplice»: motore per sé e motore accidentale.
- Il motore per sé è ciò che genera dando ai corpi una forma a cui segue un movimento ben determinato;
- invece, il motore accidentale è ciò che rimuove tutti gli ostacoli che impediscono tale movimento.

La scienza pratica, che ci permette di conoscere questi due motori, è essenziale per gli atti umani, in quanto essa ci guida non solo verso il bene, ma ci aiuta anche a evitare il male; per questo, l'ignoranza verso tale scienza è considerata causa del male.
Bisogna comunque dividere tale scienza in: universale e particolare. 
- La prima ci permette di capire se un certo atto è giusto o meno, impedendoci di cadere nell'errore e, quindi, nel peccato. Se una tale scienza mancasse nell'uomo per ignoranza, questa potrebbe essere considerata causa del peccato.
- La scienza particolare è la scienza delle singole circostanze che rivestono l'atto; essa è essenziale alla scienza universale senza la quale non potrebbe muovere l'atto umano.

E ancora, tramite la conoscenza di una determinata circostanza, spiega san Tommaso, «in un modo uno è impedito in assoluto di commettere un peccato, in un altro modo, tramite la conoscenza della circostanza, uno non è impedito in assoluto di commettere un peccato, ma di commettere un determinato genere di peccato».
E fa l'esempio dell'arciere: se egli sapesse che chi sta passando è un uomo non scaglierebbe affatto le sue frecce, ma poiché non sa che è un uomo e pensa che sia un cervo, se scaglia la freccia uccide un uomo.

#### L'ignoranza involontaria
Nell'investigare se l'ignoranza, per sé stessa, possa essere un male, san Tommaso fa la distinzione tra nescienza, ignoranza e errore.
a) La nescienza è la semplice negazione della scienza. 

b) Invece, l'ignoranza può avere vari significati, 
- in quanto talvolta indica la privazione di quella scienza che uno deve possedere in base al proprio stato,
- altre volte invece indica qualcosa di contrario alla scienza, cioè «una perversa disposizione».

c) Infine, l'errore consiste nel ritenere come vero ciò che è falso, come nell'esprimere un giudizio falso su ciò che non si conosce.
Poiché il peccato, come si è già detto, consiste in un atto, l'agire erroneamente, «l'errore ha manifestamente natura di peccato».
L'ignoranza di per sé ha una natura di pena, in quanto non è una colpa ignorare ciò che non si è tenuti a conoscere, mentre sarà male l'ignoranza di ciò che si è tenuti di sapere.
Quindi, l'uomo è tenuto a conoscere, secondo san Tommaso, sia tutto ciò che concerne la fede, in quanto essa ci permette di evitare il peccato, sia «tutto ciò che concerne il suo ufficio». L'ignoranza di tali conoscenze porta al peccato e quindi sono delle colpe.
Siccome la volontà, come abbiamo già visto, è alla base della natura del peccato, l'ignoranza può essere scusata soltanto quando è completamente o in parte involontaria. E, ancora, siccome l'ignoranza è nell'intelletto, il rapporto che esiste tra ignoranza e volontarietà può essere ricondotto al rapporto esistente tra intelletto e volontà.
Infatti, l'atto dell'intelletto precede quello della volontà e, quindi, togliendo la conoscenza dell'intelletto per mezzo dell'ignoranza, verrà eliminato anche l'atto della volontà.

#### L'ignoranza volontaria
Ma le cose si possono anche capovolgere, nel senso che l'atto della volontà può precedere l'atto dell'intelletto; in questo caso, l'ignoranza cade nel dominio della volontà diventando volontaria. Ciò può avvenire per i seguenti motivi:
- Quando uno in maniera consapevole vuole ignorare la conoscenza della salvezza, per non essere allontanato dal peccato che desidera;
- Quando uno non ha cura di conoscere, diventando ignorante per negligenza, soprattutto se  quelle conoscenze sono connesse con il proprio ufficio;
- Quando uno vuole, in maniera diretta o indiretta, qualcosa a cui consegue poi l'ignoranza; esempio di modo diretto può essere l'ubriaco, che compie azioni disoneste dopo aver bevuto; invece, un modo indiretto può essere quando una trascura di eliminare quelle passioni che, crescendo enormemente, ostacolano la ragione.

Quindi, quando uno vuole volontariamente ignorare qualcosa per non abbandonare il male che desidera, l'ignoranza non può essere una scusa per il peccatore;
quando invece uno «ignora indirettamente», in quanto trascura di informarsi,
oppure quando uno vuole «ignorare accidentalmente», mentre desidera direttamente o indirettamente qualcosa che provoca l'ignoranza,
«una tale ignoranza non causa totalmente l'involontario nell'atto che segue, poiché l'atto che segue, per il fatto stesso che procede da un'ignoranza, che è volontaria, è in qualche modo volontario».
Infine, se invece
l'ignoranza non è assolutamente volontaria, 
cioè non segue nessuno di questi modi di ignoranza, «per esempio quando è invincibile e quando non è accompagnata da nessun disordine della volontà, allora rende totalmente involontario l'atto che segue».

### Il male per debolezza
San Tommaso ci dà una precisa definizione di debolezza: «Tale termine deve essere inteso per analogia con la debolezza del corpo, il quale è debole quando un determinato umore non è più soggetto all'energia che regola tutto il corpo».
Quindi, come esiste un'energia che regola il corpo umano, c'è la ragione che regola tutte le «affezioni interne», così che quando una di tali affezioni non viene più regolata dalla ragione, cadendo in un eccesso o in un difetto, si avrà una debolezza dell'anima.
Tali affezioni sono soprattutto quelle che San Tommaso definisce «dell'appetito sensitivo», come le passioni.
Socrate sosteneva però che la "scienza del bene e del male", il supremo principio del "dialogo" permettesse di vincere tali passioni; quindi, coloro che conoscono veramente non potranno mai compiere atti contrari alla virtù, che per Socrate è la stessa scienza, mentre definisce ignoranza tutti i vizi e i mali. Con questo si sosteneva che "nessuno compie il male per debolezza", ma tale concezione si scontrava con la realtà di tutti i giorni.
Infatti, ci sono, secondo il Santo, diversi modi di conoscere: in un modo universale o in un modo  particolare, in un modo in abito (per abitudine acquisita) o in un modo in atto. Ma, «a causa della passione può accadere che ciò che si conosce per abito non sia tenuto presente in atto».
Infatti, quando una potenza è indirizzata verso un atto, essa ostacola contemporaneamente un'altra potenza che non può rivolgersi al proprio atto.
Questo accade per varie cause: il primo motivo è che tutte le potenze sono concentrate in una sola anima, che volgendosi verso un unico atto, non riesce a fornire ad un'altra potenza l'energia necessaria per compiere un altro atto. La volontà concentrata a realizzare un atto, s'indebolisce se deve rivolgersi alla realizzazione di un atto diverso.
In secondo luogo, in quanto le passioni presenti nell'anima hanno come oggetti unicamente realtà particolari, quando tali passioni sono talmente forti riescono non solo a distrarre la potenza conoscitiva dell'universale, ma anche a corromperla, inducendola a valutare come un bene ciò che è un male. Quando la passione è forte trascuro i principi universali e considero bene ciò che è male perché la mia capacità di giudizio s'indebolisce.
Quindi, «peccare per debolezza è peccare per passione». Tale passione può essere rapportata alla volontà sotto due aspetti: in un modo "precedente", in un modo conseguente.
Il primo modo si avrà quando la volontà è inclinata a volere qualcosa per passione, facendo diminuire la capacità di giudizio che ha la ragione. Naturalmente, quanto più il giudizio della ragione sarà "puro" tanto più si avranno scelte illuminate; quindi «chi è mosso dal giudizio della ragione a fare del bene opera in modo più lodevole d'uno che è spinto a fare la stessa cosa dalla passione dell'anima».
Si avrà, invece, una passione che si muove secondo un modo "conseguente" quando «per una forte mozione della volontà, l'appetito inferiore è mosso alla passione». Solo in questo caso la passione può aggiungere merito o demerito, in quanto tale passione indica che la mozione della volontà è più forte.

### Il male per malizia
San Tommaso nell'articolo dodicesimo, della terza questione del De malo, in cui si parla del peccato di malizia, sostiene ciò che Aristotele scrisse nell'Etica Nicomachea contro la tesi platonica che nessuno sia cattivo volontariamente.
Infatti, lo Starigita sosteneva che è contro la ragione affermare che uno voglia commettere ad esempio volontariamente un adulterio e che nello stesso tempo non voglia essere ingiusto.
Un atto si dice volontario «non solo quando la volontà si volge per prima e di per sé verso un oggetto come verso il proprio fine, ma anche quando si volge verso un oggetto che è ordinato ad un fine».
Quindi, se uno desidera un determinato piacere e sa anche che quel determinato piacere comporta un'azione malvagia, non solo si affermerà che egli desidera il piacere, ma anche la stessa azione malvagia, connessa con il suo conseguimento, perché preferisce fare il male pur di non privarsi del bene desiderato.
Secondo san Tommaso, ciò può accadere secondo due modi: 
- o chi pecca non sa che con tale bene mutevole è associato un determinato peccato, e in tal caso pecca per ignoranza;
- oppure c'è qualcosa che spinge la sua volontà verso quel determinato bene.

Tale inclinazione, disposizione, si verifica, a sua volta, secondo due modi: 
- o perché subisce l'influenza di un altro essere
- o perché la propria forma è inclinata verso quel determinato bene.

E ancora, la volontà di un essere può tendere vero un bene mutevole, che comporta un determinato peccato, sia per una passione, quindi si pecca per debolezza, sia per un determinato modo di agire abitudinario che si è trasformato ormai in un abito naturale: in questo caso si pecca per malizia o per conoscenza certa.
San Tommaso afferma che, a parità di condizioni, il peccato commesso per malizia è più grave di quello commesso per debolezza:
«poiché si dice volontario ciò il cui principio risiede nello stesso soggetto, quanto più il principio dell'atto risiede nello stesso agente, tanto più è volontario; e per conseguenza tanto più è peccato, se l'atto è cattivo».
Quindi, quando uno pecca per abito, per abitudine, cioè pecca attraverso la malizia, allora la volontà tende quasi "naturalmente" verso l'atto del peccato come se fosse incline verso di esso; «poiché in colui che pecca per debolezza o per passione, la volontà è incline all'atto del peccato per tutto il tempo in cui dura la passione, però, andata via la passione la volontà recede da quella inclinazione e ritorna al proponimento del bene, pentendosi per il peccato commesso».
In modo contrario si comporta la volontà in chi pecca per malizia, in quanto essa tende verso l'atto del peccato finché rimane l'abito, il quale rimane anche in assenza della passione, essendo divenuto un fatto abitudinario e consolidato.